# La Clé (film, 1987)
Pour les articles homonymes, voir La Clé.
Pour plus de détails, voir Fiche technique et Distribution.
La Clé (en persan : کلید ; Kelid) est un film dramatique iranien écrit par Abbas Kiarostami et réalisé par Ebrahim Forouzesh, sorti en 1986.
Fine analyse  de la difficulté de n'avoir que quatre ans dans un univers conçu par et pour des adultes, et de la difficulté d'être bienveillant pour son prochain quand on n'a pas les clés du problème, cette miniature persane cinématographique constitue un menu mais puissant thriller psychologique.

## Synopsis
En Iran, huit ans après la révolution islamique, l'accession de l'iman Khomeini au pouvoir et la proclamation de la République Islamique. Les femmes portent sans exception le tchador noir ou blanc ou au moins un ample foulard de couleur terne, mais la vie continue, la vie domestique, la vie de quartier avec sa convivialité traditionnelle. L'histoire se passe en ville, dans un appartement en immeuble collectif de style H.L.M. Un matin, Mme Alyeh, la mère d'Amir, quatre ans, le charge de donner son biberon au petit frère de six mois quand il se réveillera et part faire des courses, on l'entend fermer la porte à clé ... Dangereuse précaution, la suite va le montrer.
La journée du garçonnet commence par le souci d'abreuver son oiseau. Il faut remplir le petit récipient de la cage. Affaire acrobatique car celle-ci est accrochée bien haut. Faute de parvenir à ouvrir les robinets de l'évier, ni ceux du lavabo (la salle d'eau est en travaux), faute de parvenir à verser le peu d'eau qui reste au fond de la bouilloire dans le petit abreuvoir, il décide de donner une partie du biberon à l'oiseau, glissant la tétine entre les barreaux (on appréciera l'hygiène de la manœuvre), et, la soif lui venant, il avale du même coup une grande partie du lait. Mais l'oiseau est heureux et son chant le manifeste. Quand le bébé, un peu malmené, son berceau ayant été détourné en escabeau, se réveille, il n'y en a plus assez pour le nourrir. Une maladresse est vite arrivée et le voilà de surcroît trempé. Qu'à cela ne tienne, Amir, grand frère attentionné, lui change sa camisole. Mais le petit veut son biberon et le fait savoir. Retour à l'évier. Amir utilise l'eau qui tombe goutte par goutte du robinet pour remplir à nouveau ce biberon dans lequel il reste un peu de lait . En attendant, le bébé, affamé, s'égosille et Amir doit le calmer. Il le promène maladroitement dans l'appartement pour lui montrer des choses distrayantes. Les objets décoratifs de la maison y passent l'un après l'autre, notamment une boîte à musique en forme de cage à oiseau (le thème de l'enfermement et de la crise de subsistance est mis en abyme de façon répétée), la cuisine, le frigo et la gazinière aussi ... heureusement sans incident. Puis, impatient face au biberon qui ne se remplit pas, il décide de grimper à l'étagère (nouvelle escalade) pour lui donner le contenu d'un des pots, car l'appartement regorge, en fait, de provisions. Malheureusement, il fait alors tomber un bocal de purée de tomate, qui se fracasse sur le carrelage. Hurlements du petit frère.
Mais on sonne à la porte. C'est la voisine qui passait dans l'escalier. Intriguée par le bruit de casse, elle appelle Amir. Ils se rendent compte, chacun de son côté de la porte, de la difficulté posée par la fermeture à clé de celle-ci.
La situation prend une dimension nouvelle car à l'embarras de l'enfant s'ajoute l'angoisse de la voisine qui se met en devoir de tout faire pour conseiller l'enfant au mieux et retrouver la maman absente. Puis, tandis qu'elle part chercher Mme Alyeh, au hasard des rencontres d'autres voisines et des queues devant les petits commerces alentours, Amir s'attache à réparer sa bêtise. Pelle, balai, poubelle, difficile problématique de la  tomate répandue ... Amir, vaillamment, circonscrit (plus ou moins) les dégâts, parvenant à ne pas se couper ni blesser le bébé.
Ensuite, aucune responsabilité ne le rebutant, il s'affaire à lui changer sa couche  (sur le beau tapis de l'entrée). Tout paraît bien aller. Désireuse d'au moins parvenir à nourrir le bébé affamé, une autre voisine, celle du dessus, trouve l'astuce d'utiliser le panier par lequel on échange - par la fenêtre - marchandise et monnaie avec le maraîcher ambulant sans avoir à descendre dans la rue. Dans ce panier qu'elle fait monter et descendre le long du mur extérieur, devant les fenêtres des cuisines, la voisine récupère le biberon et le renvoie bientôt, rempli de l'eau chaude nécessaire. Remarquable adresse et prudence d'Amir qui escalade cette fois le radiateur sous la fenêtre pour arriver à l'ouvrir, met le biberon dans le panier puis réussit à le récupérer sans s'exposer dans cette contrebande, malgré son jeune âge, à une chute catastrophique du deuxième étage, .
Seule inquiétude, l'autocuiseur. Celui-ci sifflotait doucement depuis le début, mais voici qu'il crache et s'emballe, signe que l'absence de la maman se prolonge anormalement et que le délai de cuisson est manifestement dépassé. Retour de la voisine, qui s'alarme d'une inquiétante odeur de brûlé. L'enfer est pavé de bonnes intentions : malgré les protestations d'Amir, qui sait n'avoir pas le droit de s'approcher de la gazinière ni de toucher aux manettes, et qui, surtout, ne sait pas comment faire, elle lui enjoint de fermer le gaz sous la casserole en tournant le bouton "vers la droite". A l'obstacle de la porte fermée s'ajoute un mur d'incompréhension mutuelle. L'enfant finit par tourner un bouton, comme on le lui a commandé ... ce n'est pas le bon. Désormais, à l'autocuiseur qui brûle s'ajoute une fuite de gaz, dont la toux croissante de l'enfant va révéler le développement insidieux et menaçant.
La pauvre voisine, horrifiée d'avoir dangereusement aggravé la situation, croit trouver le salut quand arrive la grand-mère, qui va certainement tout arranger. Il n'en est rien, hélas, car, non seulement, la vieille dame (fort myope : ses lunettes l'attestent) n'a pas la clé, mais les installations modernes de sa fille lui sont étrangères, elle n'en connaît pas plus qu'Amir, ou peu s'en faut, le maniement.
Grande discussion entre les deux femmes et consensus intégral sur le fait que ce n'est pas normal que Mme Alyeh, la mère d'Amir et du bébé, laisse ses fils seuls, que c'est très imprudent. Un peu plus tôt, une connaissance affirmait dans la rue (Timing 00:23:44)  "Elle ne fait pourtant pas ça d'habitude". La grand mère confirme : "Ce n'est pas son genre de laisser les enfants tout seuls" (Timing 00:45:46). L'inquiétude des dames porte sur la gravité du problème, et de fait, on voit le désordre aller croissant dans l'appartement et les prises de risques se multiplier ; il y a aussi une préoccupation plus globale : le risque d'une explosion générale de tout l'immeuble à cause du gaz. La voisine, enfin, décide de regagner un moment ses pénates, le temps de faire sa propre cuisine.
Le gaz continue à se répandre dans l'appartement. La vieille dame, certes dépassée par le modernisme, mais d'un solide bon sens, croit trouver la solution : demander à Amir, après diverses précautions, de fermer la bonbonne de gaz, dans le placard sous la cuisinière "en tournant comme si tu fermais le robinet de l'évier". La consigne est plus claire, mais ce que la main d'une maman adulte réalise aisément, celle d'un Amir de quatre ans est impuissante à le faire : il n'en a pas la force.
Sur la suggestion d'une autre voisine, la grand-mère se souvient enfin qu'une clé de l'appartement est toujours suspendue en réserve au porte-manteau dans l'entrée. Mais elle est accrochée derrière les vêtements ... à deux mètres de haut ou presque. L'appui du marchand de salades ambulant aidant (armé de son porte-voix, il relaie un petit moment les consignes de la grand-mère et de la voisine, avant d'être obligé de s'éloigner pour continuer sa tournée), Amir saisit la stratégie et s'empresse de la mettre en œuvre.
Et là se révèle le génie créateur du petit Iranien qui va parvenir, non sans avoir confiné le petit en sécurité au salon, à décrocher l'un  après l'autre les vêtements, puis à faire tomber la clé (vigueur du petit hercule qui réussit cela à l'aide d'une pelle à terrasser trouvée dans le chantier de la salle d'eau), et summum du suspens, enfin, à la retrouver et à la ramener à lui - à l'aide d'un instrument de sa confection -  alors qu'elle s'est malignement glissée au terme de sa chute sous une autre porte (juste à côté de la porte d'entrée) impossible à ouvrir. La tâche se fait au raz du sol où le gaz asphyxie visiblement le petit. Mais les pleurs de son frère le galvanisent et il refuse de céder à l'épuisement. Enfin il récupère la clé fatidique. Ne lui reste plus qu'à lutter un petit moment avec la serrure.
Le film s'achève sur la frimousse palotte et exténuée du petit héros, que l'on voit du palier, par la porte enfin entrebâillée.
On observera une mise en abîme entre la situation de l'enfant enfermé et celle de l'oiseau en cage et dépendant de son petit maître pour sa subsistance, oiseau lui-même mis en exergue par la boîte à musique (timing 00:18:.10) mais aussi par le logo qui apparaît au-dessus du titre en Persan du film (timing 00:00:58), puis en surimpression à la fin du dernier plan. (timing 01:12:02).

## Fiche technique
- Titre : La Clé
- Titre original : Kelid
- Réalisation : Ebrahim Forouzesh
- Scénario : Abbas Kiarostami
- Production : Ali Reza Zarrin
- Photographie : Mohammad Aladpoush
- Format : couleur - Son : mono
- Durée : 76 minutes
- Genre : Drame
- Date de sortie : 
  -  France : 1986  Voir catalogue Doriane-film
  -  Iran : 1987
  -  Japon : 1996

## Distribution
- Mahnaz Ansarian : la maman disparue
- Amir Mohammad Pourhassan : Amir
- Fatemeh Asar : la voisine

## Approche critique
Michel Deville : "La Clé est un "film catastrophe", mais tout en finesse et fantaisie. Il m'a paru être de la famille des films de Chaplin, par l'enchaînement minutieux des péripéties, l'efficacité des choix visuels, la révolte des objets et l'émotion que dégagent les enfants, merveilleusement observés" (critique publiée sur la couverture du DVD édité par Doriane-film).
Blog des cinéphiles de la Médiathèque de Vierzon : "Ce film réalisé en 1986 est basé sur un scénario du grand cinéaste iranien Abbas Kiarostami. Il nous ouvre aussi des fenêtres sur la vie quotidienne de ce pays au temps de l'ayatollah Khomeini."